# Шайх-Хайдар
Шайх-Хайдар — хан Узбекского ханства в 1469—1471 годах.
Его отец Абу-л-Хайр был жёстким и твердым властителем, что вызвало отрицательное отношение к его потомкам, как со стороны независимых соседей, так и собственно знати. Поэтому после смерти Абу-л-Хайра представители знати привели к власти преклонного возраста Йадгар-хана из другой ветви Шибанидов.
Йадгар скончался в 1469 году, и к власти пришел Шайх-Хайдар. Однако против него сложилась мощная оппозиция, в которую вошли сибирский хан Ибак, правнуки Урус-хана султаны Жанибек и Керей, ногайские мурзы Муса и Ямгурчи, сын Йадгар-хана Буреке-султан. В 1470—1471 годах Шайх-Хайдар потерял большинство своих владений. В 1471 году в Восточном Деште появился со своими войсками хан Большой орды Ахмат, претендующий на Хорезм. Вскоре Шайх-Хайдар был захвачен врасплох Ибаком и убит.